# Selenosporella verticillata
Selenosporella verticillata är en svampart som beskrevs av B. Sutton & Hodges 1978. Selenosporella verticillata ingår i släktet Selenosporella, klassen Sordariomycetes, divisionen sporsäcksvampar och riket svampar.   Inga underarter finns listade i Catalogue of Life.